# Rebbachisaurus garasbae
Rebbachisaurus garasbae es la única especie conocida del género extinto Rebbachisaurus (‘reptil de Rebbachi’) de dinosaurio saurópodo rebaquiosáurido que vivó a mediados del período Cretácico, hace aproximadamente entre 99 a 97 millones de años, durante el Cenomaniense, en lo que es hoy África.  Se han encontrado restos atribuidos a Rebbachisaurus en Marruecos, Níger, Argelia y Túnez, aunque sin duda solo los restos marroquíes pueden referirse al género. El descubrimiento de Rayososaurus, un saurópodo sudamericano casi idéntico a Rebbachisaurus que en realidad pudo haber sido el mismo animal que Rebbachisaurus, apoya la teoría de que todavía existía una conexión terrestre entre África y América del Sur durante el Cretácico Inferior, mucho después de que se pensara comúnmente que los dos continentes se habían separado.

## Descripción
En 2010, Gregory S. Paul estimó Rebbachisaurus en 14 metros y 7 toneladas. Holtz dio una longitud mayor de 20 metros. En 2020, Molina-Pérez y Larramendi dieron una estimación mayor de 26 metrosy 40 toneladas. Poseía una cabeza pequeña, un cuello largo y elegante y una cola en forma de látigo. Rebbachisaurus se distingue de otros saurópodos por su espalda inusualmente alta y estriada y la espina o vela que descansa sobre su espalda, que se distingue por las altas crestas de las vértebras dorsales conservadas del holotipo y otros especímenes, ya que las vértebras de la espalda medían 1,50 metros de alto, que serviría de apoyo a la presunta vela.

## Descubrimiento e investigación

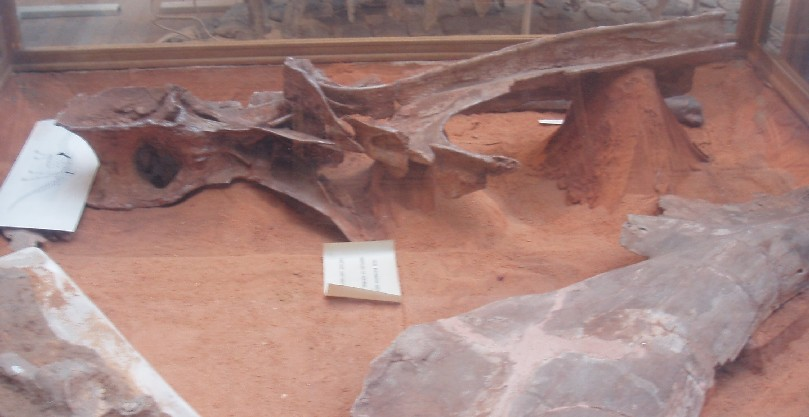
Vértebra de Rebbachisaurus

En 1954, Rene Lavocat descubrió el espécimen holotipo de Rebbachisaurus, que consta de diez costillas, el omóplato derecho, once vértebras, el sacro, un húmero y dos huesos probablemente pertenecientes a la pelvis, en la Formación Aoufous en Gara Sbaa, Errachidia, Marruecos . Llamó a la especie tipo R. garasbae durante el mismo año, pero inicialmente solo se describieron el omóplato y una sola vértebra de la cadena de once, muy brevemente y sin ilustraciones. Los fósiles se dejaron sin describir y se olvidaron hasta 2015, cuando Jeffrey Wilson y Ronan Allain limpiaron el holotipo y describieron los fósiles restantes que Lavocat nunca describió en 1954. Un segundo espécimen, que consiste en una vértebra parcial que mide hasta 1,45 metros de alto si está completo, también se halló en Aoufous, también se ha asignado a R. garasbae.
Una segunda especie fue nombrada por de Lapparent en 1960 como Rebbachisaurus tamesnensis. El espécimen tipo, recolectado por Lapparent en la Formación intercalar continental, inicialmente se creía que se había encontrado en la localidad de Gall, Irhazer Shale, de Níger, supuestamente compuesto por dos húmeros y dos fémures, y un segundo espécimen compuesto por cuatro dientes aislados, un fragmento dentario con tres dientes, más de 100 vértebras, seis cheurones, 12 costillas, 5 escápulas, un ilion, dos isquiones y numerosos elementos de extremidades, pero sin embargo, el material de este taxón se recolectó de múltiples localidades en todo el Sahara , como varios sitios en la Formación Elrhaz de Níger, y no se puede referir a Rebbachisaurus. R. tamesnensis es probablemente un sinónimo o una quimera de Nigersaurus taqueti.
Una tercera especie fue nombrada por Calvo y Salgado en 1995, Rebbachisaurus tessonei. Fue descubierto en la Formación Candeleros en Argentina, cerca de donde se descubrió el holotipo de Giganotosaurus carolinii. Esta especie se trasladó más tarde al nuevo género Limaysaurus en 2004.

## Clasificación
La clasificación del género Rebbachisaurus presentó problemas debido a lo escaso de los restos encontrados, en un principio se lo colocó dentro de Brachiosauridae por su espalda alta, luego por sus grandes espinas se pensó que era pertenecía a Dicraeosauridae. En 1997 con el descubrimiento del ahora llamado Limaysaurus, Bonaparte propuso una familia propia llamada Rebbachisauridae dentro de la superfamilia Diplodocoidea, que tuviera su esplendor en el Jurásico superior.
Como ya se ha dicho, el anteriormente llamado R. tessonei es ahora Limaysaurus dentro de la misma familia y R. tamesnensis, que es considerado dudoso y también se ha propuesto para que sea un camarasáurido, por lo que si se confirmara esta última hipótesis, necesitaría un nuevo nombre de género en ese caso.

### Filogenia
Cladograma según Whitlock de 2011 donde se lo encuientra como un miembro basal.
|  | Zapalasaurus                                                  |
|  |                                                               |
|  | \| \| Demandasaurus \| \| \| \| \| \| Nigersaurus \| \| \| \| |
|  |                                                               |
|  | Demandasaurus                                                 |
|  |                                                               |
|  | Nigersaurus                                                   |
|  |                                                               |

|  | Demandasaurus |
|  |               |
|  | Nigersaurus   |
|  |               |

|  | Cathartesaura |
|  |               |
|  | Limaysaurus   |
|  |               |

|  | Zapalasaurus                                                  |
|  |                                                               |
|  | \| \| Demandasaurus \| \| \| \| \| \| Nigersaurus \| \| \| \| |
|  |                                                               |
|  | Demandasaurus                                                 |
|  |                                                               |
|  | Nigersaurus                                                   |
|  |                                                               |

|  | Demandasaurus |
|  |               |
|  | Nigersaurus   |
|  |               |

|  | Cathartesaura |
|  |               |
|  | Limaysaurus   |
|  |               |

|  | Zapalasaurus                                                  |
|  |                                                               |
|  | \| \| Demandasaurus \| \| \| \| \| \| Nigersaurus \| \| \| \| |
|  |                                                               |
|  | Demandasaurus                                                 |
|  |                                                               |
|  | Nigersaurus                                                   |
|  |                                                               |

|  | Demandasaurus |
|  |               |
|  | Nigersaurus   |
|  |               |

|  | Cathartesaura |
|  |               |
|  | Limaysaurus   |
|  |               |

|  | Zapalasaurus                                                  |
|  |                                                               |
|  | \| \| Demandasaurus \| \| \| \| \| \| Nigersaurus \| \| \| \| |
|  |                                                               |
|  | Demandasaurus                                                 |
|  |                                                               |
|  | Nigersaurus                                                   |
|  |                                                               |

|  | Demandasaurus |
|  |               |
|  | Nigersaurus   |
|  |               |

|  | Cathartesaura |
|  |               |
|  | Limaysaurus   |
|  |               |

|  | Zapalasaurus                                                  |
|  |                                                               |
|  | \| \| Demandasaurus \| \| \| \| \| \| Nigersaurus \| \| \| \| |
|  |                                                               |
|  | Demandasaurus                                                 |
|  |                                                               |
|  | Nigersaurus                                                   |
|  |                                                               |

|  | Demandasaurus |
|  |               |
|  | Nigersaurus   |
|  |               |

|  | Cathartesaura |
|  |               |
|  | Limaysaurus   |
|  |               |

|  | Zapalasaurus                                                  |
|  |                                                               |
|  | \| \| Demandasaurus \| \| \| \| \| \| Nigersaurus \| \| \| \| |
|  |                                                               |
|  | Demandasaurus                                                 |
|  |                                                               |
|  | Nigersaurus                                                   |
|  |                                                               |

|  | Demandasaurus |
|  |               |
|  | Nigersaurus   |
|  |               |

|  | Cathartesaura |
|  |               |
|  | Limaysaurus   |
|  |               |

|  | Zapalasaurus                                                  |
|  |                                                               |
|  | \| \| Demandasaurus \| \| \| \| \| \| Nigersaurus \| \| \| \| |
|  |                                                               |
|  | Demandasaurus                                                 |
|  |                                                               |
|  | Nigersaurus                                                   |
|  |                                                               |

|  | Demandasaurus |
|  |               |
|  | Nigersaurus   |
|  |               |

|  | Cathartesaura |
|  |               |
|  | Limaysaurus   |
|  |               |

|  | Zapalasaurus                                                  |
|  |                                                               |
|  | \| \| Demandasaurus \| \| \| \| \| \| Nigersaurus \| \| \| \| |
|  |                                                               |
|  | Demandasaurus                                                 |
|  |                                                               |
|  | Nigersaurus                                                   |
|  |                                                               |

|  | Demandasaurus |
|  |               |
|  | Nigersaurus   |
|  |               |

|  | Cathartesaura |
|  |               |
|  | Limaysaurus   |
|  |               |

A continuación se muestra un cladograma siguiendo el análisis de 2013 de Fanti y sus colegas, que confirmó la ubicación de Rebbachisaurus como un rebbachisáurido en la subfamilia Limaysaurinae.
|  | Rayososaurus                                                  |
|  |                                                               |
|  | Rebbachisaurus                                                |
|  |                                                               |
|  | \| \| Cathartesaura \| \| \| \| \| \| Limaysaurus \| \| \| \| |
|  |                                                               |
|  | Cathartesaura                                                 |
|  |                                                               |
|  | Limaysaurus                                                   |
|  |                                                               |

|  | Cathartesaura |
|  |               |
|  | Limaysaurus   |
|  |               |

|  | Nigersaurus                                                  |
|  |                                                              |
|  | \| \| Demandasaurus \| \| \| \| \| \| Tataouinea \| \| \| \| |
|  |                                                              |
|  | Demandasaurus                                                |
|  |                                                              |
|  | Tataouinea                                                   |
|  |                                                              |

|  | Demandasaurus |
|  |               |
|  | Tataouinea    |
|  |               |

|  | Rayososaurus                                                  |
|  |                                                               |
|  | Rebbachisaurus                                                |
|  |                                                               |
|  | \| \| Cathartesaura \| \| \| \| \| \| Limaysaurus \| \| \| \| |
|  |                                                               |
|  | Cathartesaura                                                 |
|  |                                                               |
|  | Limaysaurus                                                   |
|  |                                                               |

|  | Cathartesaura |
|  |               |
|  | Limaysaurus   |
|  |               |

|  | Nigersaurus                                                  |
|  |                                                              |
|  | \| \| Demandasaurus \| \| \| \| \| \| Tataouinea \| \| \| \| |
|  |                                                              |
|  | Demandasaurus                                                |
|  |                                                              |
|  | Tataouinea                                                   |
|  |                                                              |

|  | Demandasaurus |
|  |               |
|  | Tataouinea    |
|  |               |

|  | Rayososaurus                                                  |
|  |                                                               |
|  | Rebbachisaurus                                                |
|  |                                                               |
|  | \| \| Cathartesaura \| \| \| \| \| \| Limaysaurus \| \| \| \| |
|  |                                                               |
|  | Cathartesaura                                                 |
|  |                                                               |
|  | Limaysaurus                                                   |
|  |                                                               |

|  | Cathartesaura |
|  |               |
|  | Limaysaurus   |
|  |               |

|  | Nigersaurus                                                  |
|  |                                                              |
|  | \| \| Demandasaurus \| \| \| \| \| \| Tataouinea \| \| \| \| |
|  |                                                              |
|  | Demandasaurus                                                |
|  |                                                              |
|  | Tataouinea                                                   |
|  |                                                              |

|  | Demandasaurus |
|  |               |
|  | Tataouinea    |
|  |               |

|  | Rayososaurus                                                  |
|  |                                                               |
|  | Rebbachisaurus                                                |
|  |                                                               |
|  | \| \| Cathartesaura \| \| \| \| \| \| Limaysaurus \| \| \| \| |
|  |                                                               |
|  | Cathartesaura                                                 |
|  |                                                               |
|  | Limaysaurus                                                   |
|  |                                                               |

|  | Cathartesaura |
|  |               |
|  | Limaysaurus   |
|  |               |

|  | Nigersaurus                                                  |
|  |                                                              |
|  | \| \| Demandasaurus \| \| \| \| \| \| Tataouinea \| \| \| \| |
|  |                                                              |
|  | Demandasaurus                                                |
|  |                                                              |
|  | Tataouinea                                                   |
|  |                                                              |

|  | Demandasaurus |
|  |               |
|  | Tataouinea    |
|  |               |

|  | Rayososaurus                                                  |
|  |                                                               |
|  | Rebbachisaurus                                                |
|  |                                                               |
|  | \| \| Cathartesaura \| \| \| \| \| \| Limaysaurus \| \| \| \| |
|  |                                                               |
|  | Cathartesaura                                                 |
|  |                                                               |
|  | Limaysaurus                                                   |
|  |                                                               |

|  | Cathartesaura |
|  |               |
|  | Limaysaurus   |
|  |               |

|  | Nigersaurus                                                  |
|  |                                                              |
|  | \| \| Demandasaurus \| \| \| \| \| \| Tataouinea \| \| \| \| |
|  |                                                              |
|  | Demandasaurus                                                |
|  |                                                              |
|  | Tataouinea                                                   |
|  |                                                              |

|  | Demandasaurus |
|  |               |
|  | Tataouinea    |
|  |               |

|  | Rayososaurus                                                  |
|  |                                                               |
|  | Rebbachisaurus                                                |
|  |                                                               |
|  | \| \| Cathartesaura \| \| \| \| \| \| Limaysaurus \| \| \| \| |
|  |                                                               |
|  | Cathartesaura                                                 |
|  |                                                               |
|  | Limaysaurus                                                   |
|  |                                                               |

|  | Cathartesaura |
|  |               |
|  | Limaysaurus   |
|  |               |

|  | Nigersaurus                                                  |
|  |                                                              |
|  | \| \| Demandasaurus \| \| \| \| \| \| Tataouinea \| \| \| \| |
|  |                                                              |
|  | Demandasaurus                                                |
|  |                                                              |
|  | Tataouinea                                                   |
|  |                                                              |

|  | Demandasaurus |
|  |               |
|  | Tataouinea    |
|  |               |

|  | Rayososaurus                                                  |
|  |                                                               |
|  | Rebbachisaurus                                                |
|  |                                                               |
|  | \| \| Cathartesaura \| \| \| \| \| \| Limaysaurus \| \| \| \| |
|  |                                                               |
|  | Cathartesaura                                                 |
|  |                                                               |
|  | Limaysaurus                                                   |
|  |                                                               |

|  | Cathartesaura |
|  |               |
|  | Limaysaurus   |
|  |               |

|  | Nigersaurus                                                  |
|  |                                                              |
|  | \| \| Demandasaurus \| \| \| \| \| \| Tataouinea \| \| \| \| |
|  |                                                              |
|  | Demandasaurus                                                |
|  |                                                              |
|  | Tataouinea                                                   |
|  |                                                              |

|  | Demandasaurus |
|  |               |
|  | Tataouinea    |
|  |               |

|  | Rayososaurus                                                  |
|  |                                                               |
|  | Rebbachisaurus                                                |
|  |                                                               |
|  | \| \| Cathartesaura \| \| \| \| \| \| Limaysaurus \| \| \| \| |
|  |                                                               |
|  | Cathartesaura                                                 |
|  |                                                               |
|  | Limaysaurus                                                   |
|  |                                                               |

|  | Cathartesaura |
|  |               |
|  | Limaysaurus   |
|  |               |

|  | Nigersaurus                                                  |
|  |                                                              |
|  | \| \| Demandasaurus \| \| \| \| \| \| Tataouinea \| \| \| \| |
|  |                                                              |
|  | Demandasaurus                                                |
|  |                                                              |
|  | Tataouinea                                                   |
|  |                                                              |

|  | Demandasaurus |
|  |               |
|  | Tataouinea    |
|  |               |

|  | Rayososaurus                                                  |
|  |                                                               |
|  | Rebbachisaurus                                                |
|  |                                                               |
|  | \| \| Cathartesaura \| \| \| \| \| \| Limaysaurus \| \| \| \| |
|  |                                                               |
|  | Cathartesaura                                                 |
|  |                                                               |
|  | Limaysaurus                                                   |
|  |                                                               |

|  | Cathartesaura |
|  |               |
|  | Limaysaurus   |
|  |               |

|  | Nigersaurus                                                  |
|  |                                                              |
|  | \| \| Demandasaurus \| \| \| \| \| \| Tataouinea \| \| \| \| |
|  |                                                              |
|  | Demandasaurus                                                |
|  |                                                              |
|  | Tataouinea                                                   |
|  |                                                              |

|  | Demandasaurus |
|  |               |
|  | Tataouinea    |
|  |               |

|  | Rayososaurus                                                  |
|  |                                                               |
|  | Rebbachisaurus                                                |
|  |                                                               |
|  | \| \| Cathartesaura \| \| \| \| \| \| Limaysaurus \| \| \| \| |
|  |                                                               |
|  | Cathartesaura                                                 |
|  |                                                               |
|  | Limaysaurus                                                   |
|  |                                                               |

|  | Cathartesaura |
|  |               |
|  | Limaysaurus   |
|  |               |

|  | Nigersaurus                                                  |
|  |                                                              |
|  | \| \| Demandasaurus \| \| \| \| \| \| Tataouinea \| \| \| \| |
|  |                                                              |
|  | Demandasaurus                                                |
|  |                                                              |
|  | Tataouinea                                                   |
|  |                                                              |

|  | Demandasaurus |
|  |               |
|  | Tataouinea    |
|  |               |

|  | Rayososaurus                                                  |
|  |                                                               |
|  | Rebbachisaurus                                                |
|  |                                                               |
|  | \| \| Cathartesaura \| \| \| \| \| \| Limaysaurus \| \| \| \| |
|  |                                                               |
|  | Cathartesaura                                                 |
|  |                                                               |
|  | Limaysaurus                                                   |
|  |                                                               |

|  | Cathartesaura |
|  |               |
|  | Limaysaurus   |
|  |               |

|  | Nigersaurus                                                  |
|  |                                                              |
|  | \| \| Demandasaurus \| \| \| \| \| \| Tataouinea \| \| \| \| |
|  |                                                              |
|  | Demandasaurus                                                |
|  |                                                              |
|  | Tataouinea                                                   |
|  |                                                              |

|  | Demandasaurus |
|  |               |
|  | Tataouinea    |
|  |               |

|  | Rayososaurus                                                  |
|  |                                                               |
|  | Rebbachisaurus                                                |
|  |                                                               |
|  | \| \| Cathartesaura \| \| \| \| \| \| Limaysaurus \| \| \| \| |
|  |                                                               |
|  | Cathartesaura                                                 |
|  |                                                               |
|  | Limaysaurus                                                   |
|  |                                                               |

|  | Cathartesaura |
|  |               |
|  | Limaysaurus   |
|  |               |

|  | Nigersaurus                                                  |
|  |                                                              |
|  | \| \| Demandasaurus \| \| \| \| \| \| Tataouinea \| \| \| \| |
|  |                                                              |
|  | Demandasaurus                                                |
|  |                                                              |
|  | Tataouinea                                                   |
|  |                                                              |

|  | Demandasaurus |
|  |               |
|  | Tataouinea    |
|  |               |

|  | Rayososaurus                                                  |
|  |                                                               |
|  | Rebbachisaurus                                                |
|  |                                                               |
|  | \| \| Cathartesaura \| \| \| \| \| \| Limaysaurus \| \| \| \| |
|  |                                                               |
|  | Cathartesaura                                                 |
|  |                                                               |
|  | Limaysaurus                                                   |
|  |                                                               |

|  | Cathartesaura |
|  |               |
|  | Limaysaurus   |
|  |               |

|  | Nigersaurus                                                  |
|  |                                                              |
|  | \| \| Demandasaurus \| \| \| \| \| \| Tataouinea \| \| \| \| |
|  |                                                              |
|  | Demandasaurus                                                |
|  |                                                              |
|  | Tataouinea                                                   |
|  |                                                              |

|  | Demandasaurus |
|  |               |
|  | Tataouinea    |
|  |               |

|  | Rayososaurus                                                  |
|  |                                                               |
|  | Rebbachisaurus                                                |
|  |                                                               |
|  | \| \| Cathartesaura \| \| \| \| \| \| Limaysaurus \| \| \| \| |
|  |                                                               |
|  | Cathartesaura                                                 |
|  |                                                               |
|  | Limaysaurus                                                   |
|  |                                                               |

|  | Cathartesaura |
|  |               |
|  | Limaysaurus   |
|  |               |

|  | Nigersaurus                                                  |
|  |                                                              |
|  | \| \| Demandasaurus \| \| \| \| \| \| Tataouinea \| \| \| \| |
|  |                                                              |
|  | Demandasaurus                                                |
|  |                                                              |
|  | Tataouinea                                                   |
|  |                                                              |

|  | Demandasaurus |
|  |               |
|  | Tataouinea    |
|  |               |

|  | Rayososaurus                                                  |
|  |                                                               |
|  | Rebbachisaurus                                                |
|  |                                                               |
|  | \| \| Cathartesaura \| \| \| \| \| \| Limaysaurus \| \| \| \| |
|  |                                                               |
|  | Cathartesaura                                                 |
|  |                                                               |
|  | Limaysaurus                                                   |
|  |                                                               |

|  | Cathartesaura |
|  |               |
|  | Limaysaurus   |
|  |               |

|  | Nigersaurus                                                  |
|  |                                                              |
|  | \| \| Demandasaurus \| \| \| \| \| \| Tataouinea \| \| \| \| |
|  |                                                              |
|  | Demandasaurus                                                |
|  |                                                              |
|  | Tataouinea                                                   |
|  |                                                              |

|  | Demandasaurus |
|  |               |
|  | Tataouinea    |
|  |               |

|  | Rayososaurus                                                  |
|  |                                                               |
|  | Rebbachisaurus                                                |
|  |                                                               |
|  | \| \| Cathartesaura \| \| \| \| \| \| Limaysaurus \| \| \| \| |
|  |                                                               |
|  | Cathartesaura                                                 |
|  |                                                               |
|  | Limaysaurus                                                   |
|  |                                                               |

|  | Cathartesaura |
|  |               |
|  | Limaysaurus   |
|  |               |

|  | Nigersaurus                                                  |
|  |                                                              |
|  | \| \| Demandasaurus \| \| \| \| \| \| Tataouinea \| \| \| \| |
|  |                                                              |
|  | Demandasaurus                                                |
|  |                                                              |
|  | Tataouinea                                                   |
|  |                                                              |

|  | Demandasaurus |
|  |               |
|  | Tataouinea    |
|  |               |

Un estudio cladístico de 2015 realizado por Wilsona y el paleontólogo francés Ronan Allain encontró que el propio Rebbachisaurus se agrupaba con los nigersaurinídos, y los autores sugirieron que Nigersaurinae era, por lo tanto, un sinónimo más moderno de Rebbachisaurinae y ya que ese nombre es anterior tendría prioridad.
|  | Cathartesaura |
|  |               |
|  | Limaysaurus   |
|  |               |

|  | Nigersaurus                                                                                   |
|  |                                                                                               |
|  | \| \| Rebbachisaurus \| \| \| \| \| \| Demandasaurus \| \| \| \| \| \| Tataouinea \| \| \| \| |
|  |                                                                                               |
|  | Rebbachisaurus                                                                                |
|  |                                                                                               |
|  | Demandasaurus                                                                                 |
|  |                                                                                               |
|  | Tataouinea                                                                                    |
|  |                                                                                               |

|  | Rebbachisaurus |
|  |                |
|  | Demandasaurus  |
|  |                |
|  | Tataouinea     |
|  |                |

|  | Nigersaurus                                                                                   |
|  |                                                                                               |
|  | \| \| Rebbachisaurus \| \| \| \| \| \| Demandasaurus \| \| \| \| \| \| Tataouinea \| \| \| \| |
|  |                                                                                               |
|  | Rebbachisaurus                                                                                |
|  |                                                                                               |
|  | Demandasaurus                                                                                 |
|  |                                                                                               |
|  | Tataouinea                                                                                    |
|  |                                                                                               |

|  | Rebbachisaurus |
|  |                |
|  | Demandasaurus  |
|  |                |
|  | Tataouinea     |
|  |                |

|  | Cathartesaura |
|  |               |
|  | Limaysaurus   |
|  |               |

|  | Nigersaurus                                                                                   |
|  |                                                                                               |
|  | \| \| Rebbachisaurus \| \| \| \| \| \| Demandasaurus \| \| \| \| \| \| Tataouinea \| \| \| \| |
|  |                                                                                               |
|  | Rebbachisaurus                                                                                |
|  |                                                                                               |
|  | Demandasaurus                                                                                 |
|  |                                                                                               |
|  | Tataouinea                                                                                    |
|  |                                                                                               |

|  | Rebbachisaurus |
|  |                |
|  | Demandasaurus  |
|  |                |
|  | Tataouinea     |
|  |                |

|  | Nigersaurus                                                                                   |
|  |                                                                                               |
|  | \| \| Rebbachisaurus \| \| \| \| \| \| Demandasaurus \| \| \| \| \| \| Tataouinea \| \| \| \| |
|  |                                                                                               |
|  | Rebbachisaurus                                                                                |
|  |                                                                                               |
|  | Demandasaurus                                                                                 |
|  |                                                                                               |
|  | Tataouinea                                                                                    |
|  |                                                                                               |

|  | Rebbachisaurus |
|  |                |
|  | Demandasaurus  |
|  |                |
|  | Tataouinea     |
|  |                |

|  | Cathartesaura |
|  |               |
|  | Limaysaurus   |
|  |               |

|  | Nigersaurus                                                                                   |
|  |                                                                                               |
|  | \| \| Rebbachisaurus \| \| \| \| \| \| Demandasaurus \| \| \| \| \| \| Tataouinea \| \| \| \| |
|  |                                                                                               |
|  | Rebbachisaurus                                                                                |
|  |                                                                                               |
|  | Demandasaurus                                                                                 |
|  |                                                                                               |
|  | Tataouinea                                                                                    |
|  |                                                                                               |

|  | Rebbachisaurus |
|  |                |
|  | Demandasaurus  |
|  |                |
|  | Tataouinea     |
|  |                |

|  | Nigersaurus                                                                                   |
|  |                                                                                               |
|  | \| \| Rebbachisaurus \| \| \| \| \| \| Demandasaurus \| \| \| \| \| \| Tataouinea \| \| \| \| |
|  |                                                                                               |
|  | Rebbachisaurus                                                                                |
|  |                                                                                               |
|  | Demandasaurus                                                                                 |
|  |                                                                                               |
|  | Tataouinea                                                                                    |
|  |                                                                                               |

|  | Rebbachisaurus |
|  |                |
|  | Demandasaurus  |
|  |                |
|  | Tataouinea     |
|  |                |

|  | Cathartesaura |
|  |               |
|  | Limaysaurus   |
|  |               |

|  | Nigersaurus                                                                                   |
|  |                                                                                               |
|  | \| \| Rebbachisaurus \| \| \| \| \| \| Demandasaurus \| \| \| \| \| \| Tataouinea \| \| \| \| |
|  |                                                                                               |
|  | Rebbachisaurus                                                                                |
|  |                                                                                               |
|  | Demandasaurus                                                                                 |
|  |                                                                                               |
|  | Tataouinea                                                                                    |
|  |                                                                                               |

|  | Rebbachisaurus |
|  |                |
|  | Demandasaurus  |
|  |                |
|  | Tataouinea     |
|  |                |

|  | Nigersaurus                                                                                   |
|  |                                                                                               |
|  | \| \| Rebbachisaurus \| \| \| \| \| \| Demandasaurus \| \| \| \| \| \| Tataouinea \| \| \| \| |
|  |                                                                                               |
|  | Rebbachisaurus                                                                                |
|  |                                                                                               |
|  | Demandasaurus                                                                                 |
|  |                                                                                               |
|  | Tataouinea                                                                                    |
|  |                                                                                               |

|  | Rebbachisaurus |
|  |                |
|  | Demandasaurus  |
|  |                |
|  | Tataouinea     |
|  |                |

|  | Cathartesaura |
|  |               |
|  | Limaysaurus   |
|  |               |

|  | Nigersaurus                                                                                   |
|  |                                                                                               |
|  | \| \| Rebbachisaurus \| \| \| \| \| \| Demandasaurus \| \| \| \| \| \| Tataouinea \| \| \| \| |
|  |                                                                                               |
|  | Rebbachisaurus                                                                                |
|  |                                                                                               |
|  | Demandasaurus                                                                                 |
|  |                                                                                               |
|  | Tataouinea                                                                                    |
|  |                                                                                               |

|  | Rebbachisaurus |
|  |                |
|  | Demandasaurus  |
|  |                |
|  | Tataouinea     |
|  |                |

|  | Nigersaurus                                                                                   |
|  |                                                                                               |
|  | \| \| Rebbachisaurus \| \| \| \| \| \| Demandasaurus \| \| \| \| \| \| Tataouinea \| \| \| \| |
|  |                                                                                               |
|  | Rebbachisaurus                                                                                |
|  |                                                                                               |
|  | Demandasaurus                                                                                 |
|  |                                                                                               |
|  | Tataouinea                                                                                    |
|  |                                                                                               |

|  | Rebbachisaurus |
|  |                |
|  | Demandasaurus  |
|  |                |
|  | Tataouinea     |
|  |                |

|  | Cathartesaura |
|  |               |
|  | Limaysaurus   |
|  |               |

|  | Nigersaurus                                                                                   |
|  |                                                                                               |
|  | \| \| Rebbachisaurus \| \| \| \| \| \| Demandasaurus \| \| \| \| \| \| Tataouinea \| \| \| \| |
|  |                                                                                               |
|  | Rebbachisaurus                                                                                |
|  |                                                                                               |
|  | Demandasaurus                                                                                 |
|  |                                                                                               |
|  | Tataouinea                                                                                    |
|  |                                                                                               |

|  | Rebbachisaurus |
|  |                |
|  | Demandasaurus  |
|  |                |
|  | Tataouinea     |
|  |                |

|  | Nigersaurus                                                                                   |
|  |                                                                                               |
|  | \| \| Rebbachisaurus \| \| \| \| \| \| Demandasaurus \| \| \| \| \| \| Tataouinea \| \| \| \| |
|  |                                                                                               |
|  | Rebbachisaurus                                                                                |
|  |                                                                                               |
|  | Demandasaurus                                                                                 |
|  |                                                                                               |
|  | Tataouinea                                                                                    |
|  |                                                                                               |

|  | Rebbachisaurus |
|  |                |
|  | Demandasaurus  |
|  |                |
|  | Tataouinea     |
|  |                |

|  | Cathartesaura |
|  |               |
|  | Limaysaurus   |
|  |               |

|  | Nigersaurus                                                                                   |
|  |                                                                                               |
|  | \| \| Rebbachisaurus \| \| \| \| \| \| Demandasaurus \| \| \| \| \| \| Tataouinea \| \| \| \| |
|  |                                                                                               |
|  | Rebbachisaurus                                                                                |
|  |                                                                                               |
|  | Demandasaurus                                                                                 |
|  |                                                                                               |
|  | Tataouinea                                                                                    |
|  |                                                                                               |

|  | Rebbachisaurus |
|  |                |
|  | Demandasaurus  |
|  |                |
|  | Tataouinea     |
|  |                |

|  | Nigersaurus                                                                                   |
|  |                                                                                               |
|  | \| \| Rebbachisaurus \| \| \| \| \| \| Demandasaurus \| \| \| \| \| \| Tataouinea \| \| \| \| |
|  |                                                                                               |
|  | Rebbachisaurus                                                                                |
|  |                                                                                               |
|  | Demandasaurus                                                                                 |
|  |                                                                                               |
|  | Tataouinea                                                                                    |
|  |                                                                                               |

|  | Rebbachisaurus |
|  |                |
|  | Demandasaurus  |
|  |                |
|  | Tataouinea     |
|  |                |

|  | Cathartesaura |
|  |               |
|  | Limaysaurus   |
|  |               |

|  | Nigersaurus                                                                                   |
|  |                                                                                               |
|  | \| \| Rebbachisaurus \| \| \| \| \| \| Demandasaurus \| \| \| \| \| \| Tataouinea \| \| \| \| |
|  |                                                                                               |
|  | Rebbachisaurus                                                                                |
|  |                                                                                               |
|  | Demandasaurus                                                                                 |
|  |                                                                                               |
|  | Tataouinea                                                                                    |
|  |                                                                                               |

|  | Rebbachisaurus |
|  |                |
|  | Demandasaurus  |
|  |                |
|  | Tataouinea     |
|  |                |

|  | Nigersaurus                                                                                   |
|  |                                                                                               |
|  | \| \| Rebbachisaurus \| \| \| \| \| \| Demandasaurus \| \| \| \| \| \| Tataouinea \| \| \| \| |
|  |                                                                                               |
|  | Rebbachisaurus                                                                                |
|  |                                                                                               |
|  | Demandasaurus                                                                                 |
|  |                                                                                               |
|  | Tataouinea                                                                                    |
|  |                                                                                               |

|  | Rebbachisaurus |
|  |                |
|  | Demandasaurus  |
|  |                |
|  | Tataouinea     |
|  |                |

## Paleoecología
Los vertebrados más comunes que coexistieron con R. garasbae en el Aoufous pertenecen al pez elasmobranquio Onchopristis numidus. Se reportan otros siete elasmobranquios: Asteracanthus aegyptiacus, Distobatus nutiae, Tribodus sp., Lissodus sp., Haimirichia amonensis, Cretoxyrhinidae indet. y Marckgrafia lybica. Se sabe que los fósiles de pez pulmonado referidos a Ceratodus humei y Neoceratodus africanus han coexistido junto con Rebbachisaurus y los celacantos Mawsonia lavocati y Axelrodichthys también coexistieron con Rebbachisaurus . Se sabe que varios taxones de Cladistia y dos géneros de seminiomorfos, una especie anónima similar a Lepidotes y Oniichthys falipoui coexistieron con Rebbachisaurus en la Formación Aoufous. Los teleósteos están representados por Cladocyclus pankowskii, Palaeonotopterus greenwoodi, Erfoudichthys rosae y Concavotectum moroccensis. Los anfibios también están presentes: Kababisha sp., La rana pípida Oumtkoutia anae y ranas no pípidas. Las tortugas están representadas por varias especies: Dirqadim schaefferi, los podocnemididos Hamadachelys escuilliei, los Bothremydidos Galianemys whitei y G. emringeri, y los araripemydidos Araripemys sp. Los cocodrílidos se encuentran comúnmente; se encuentran presentes cuatro especies: Elosuchus cherifiensis , género que perteneció a Trematochampsidae, Araripesuchus rattoides y Laganosuchus maghrebensis .
Rebbachisaurus garasbae coexistió con muchos dinosaurios, incluido un ornitisquio y un terópodo basal sin nombre, ambos conocidos solo por huellas. Entre los terópodos, dos carcharodontosáuridos, Carcharodontosaurus saharicus y Sauroniops pachytholus, un espinosáurido, Spinosaurus aegyptiacus, un celurosaurio, Deltadromeus agilis, un abelisáurido sin nombre y un dromeosáurio sin nombre también coexistieron con Rebisabachurus.
Los pterosaurios también están presentes, aunque sus fósiles son extremadamente raros y enigmáticos: se sabe que un azdárquido, un ornitoqueírido, un tapejarído y un pteranodóntido coexistieron con Rebbachisaurus.